# Włościejewki (osada leśna)
Włościejewki – osada leśna w Polsce położona w województwie wielkopolskim, w powiecie śremskim, w gminie Książ Wielkopolski.